# Dree Hemingway
Dree Louise Hemingway Crisman (Sun Valley, Idaho; 4 de diciembre de 1987) es una modelo y actriz estadounidense. Es la hija de Mariel Hemingway y Stephen Crisman, y la bisnieta de Ernest Hemingway.

## Biografía
Hemingway creció en Idaho y asistió a Ernest Hemingway Elementary School. Luego se mudó a California y vivió en Westlake Village, vecindario de California. 

## Carrera
Ha trabajado con varias agencias de modelo y representado varias compañías. En marzo de 2009 debutó en un show de Givenchy en París. En junio de 2009 desfiló para Calvin Klein en Nueva York. En septiembre de 2009 abrió el show Topshow 2010 en Londres, y desfila para Shiatzy Chen, House of Holland, Karl Lagerfeld, Chanel y Rue du Mail.
En enero de 2010 se anunció que Dree era el nuevo rostro de Gianfranco Ferré. 
En abril de 2010 Hemingway estuvo en la campaña para Salvatore Ferragamo, del perfume llamado Attimo. También ha hecho campañas para Gucci, Jean-Paul Gaultier, Valentino, H&M, Chanel, Paco Rabanne y A.Y. Not Dead.
En 2012, con rol protagónico, tuvo una elogiada actuación en Starlet, del director Sean Baker. También fue protagonista de Live Cargo, The Peope Garden y ha tenido otros destacados papeles como protagonista de cine independiente en el cual, casi exclusivamente, acepta actuar. 
En 2016 incursiona como la Playmate del mes de marzo siendo así, pasa a convertirse en la primera Playmate de Playboy en no desnudarse frontalmente para la revista.